# Río de la Cabrilla
Río de la Cabrilla är ett vattendrag i Spanien.   Det ligger i provinsen Province of Córdoba och regionen Andalusien, i den södra delen av landet, 300 km söder om huvudstaden Madrid. Río de La Cabrilla ligger vid sjön Pantano de la Brena.